# 德特莫爾德 (馬里蘭州)
德特莫爾德（英語：Detmold）是位於美國馬里蘭州亞利加尼縣的一個普查規定居民點。

## 人口
根據2020年美國人口普查的數據，德特莫爾德的面積為0.41平方千米，當中陸地面積為0.41平方千米，而水域面積為0.00平方千米。當地共有人口66人，而人口密度為每平方千米160.98人。